# Anacridium aegyptium
La locusta egiziana (Anacridium aegyptium  (Linnaeus, 1764)) è un insetto ortottero appartenente alla famiglia Acrididae, comune nel bacino del Mediterraneo.

## Descrizione

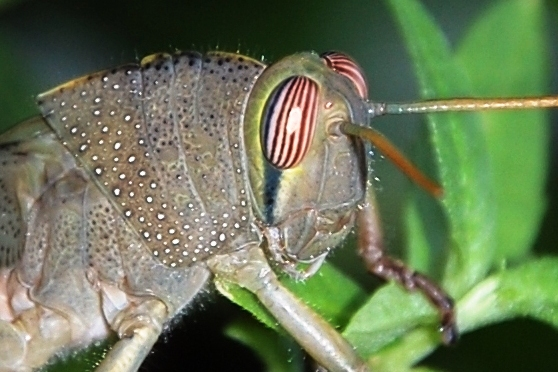

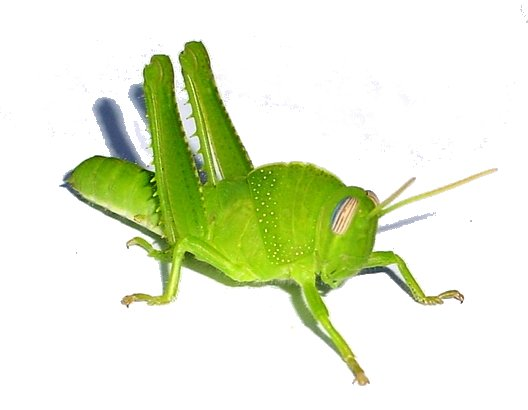
Neanide

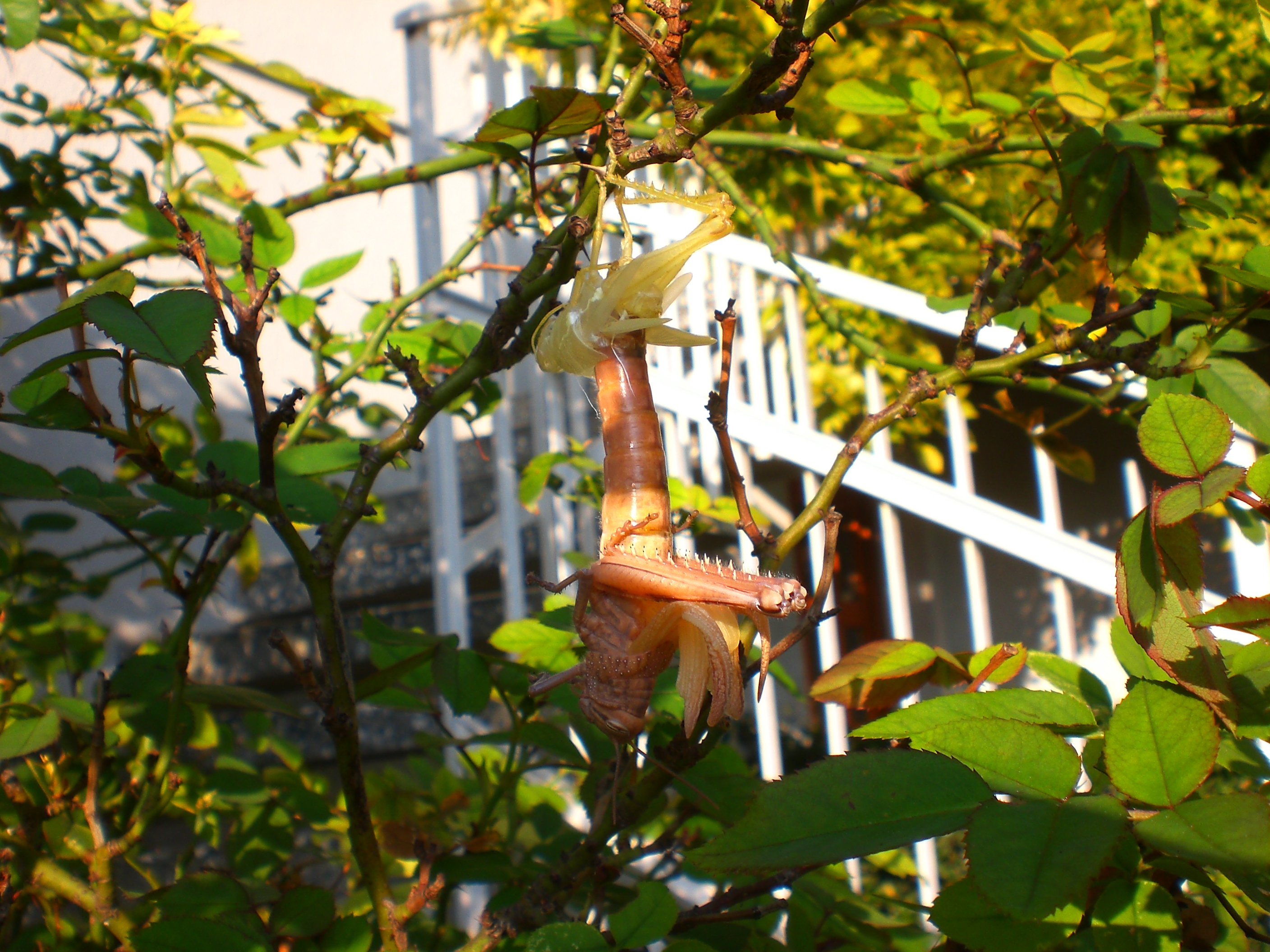
Ecdisi

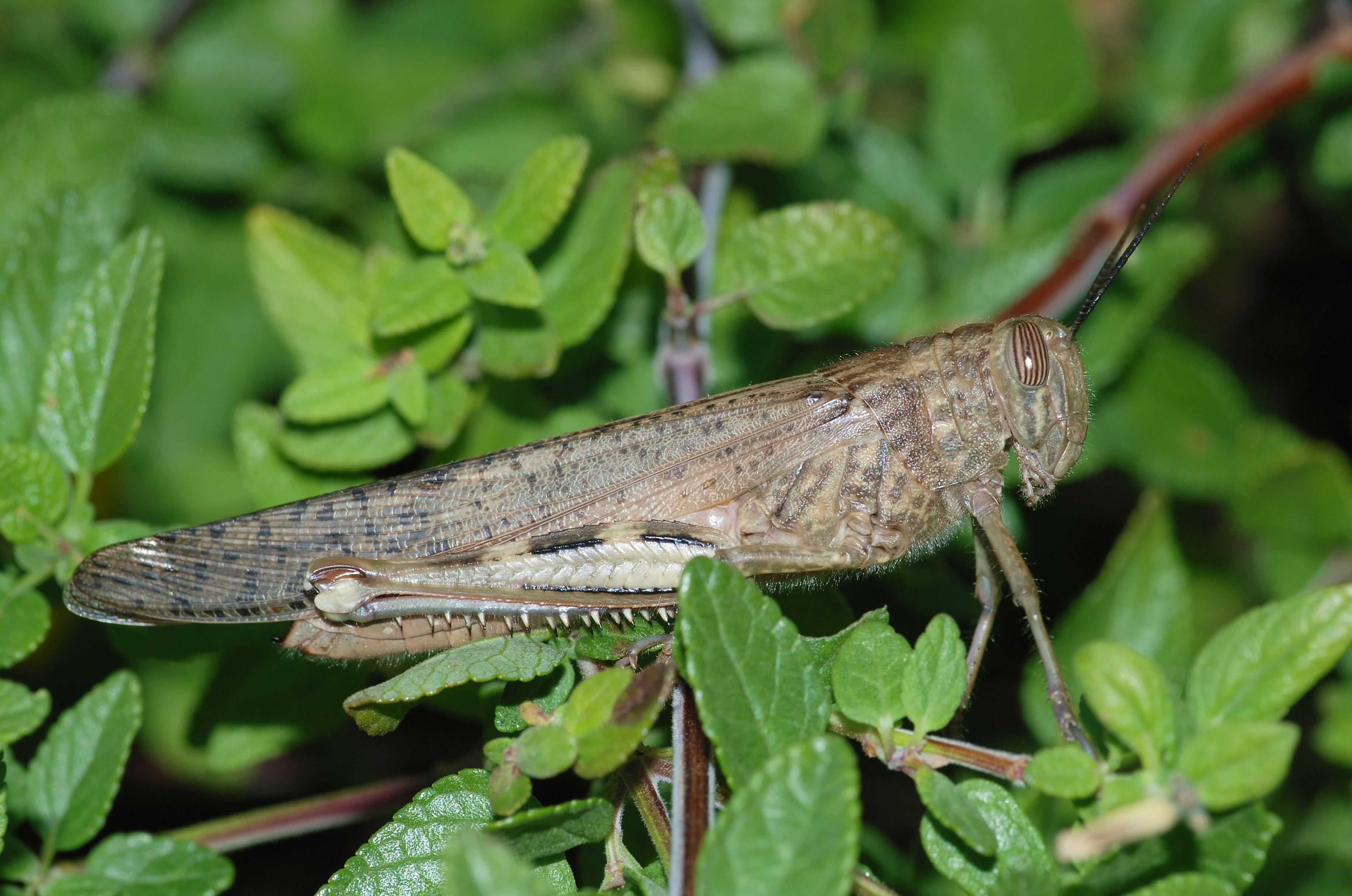
Adulto

Si riconosce per i caratteristici occhi a linee verticali bianche e nere e per la presenza, tanto nelle neanidi che nelle forme adulte, di una punteggiatura bianca nella parte inferiore e posteriore del pronoto.

### Neanide
Le neanidi appena uscite dall'uovo hanno già l'aspetto dell'insetto adulto salvo che per le dimensioni ridotte e per le ali che sono assenti. Subiscono diverse mute durante i primi mesi e ad ogni muta l'abbozzo delle ali si sviluppa maggiormente. Il colore della livrea può variare dal giallo, al verde brillante, all'ocra.

### Adulto
È tra le più grandi cavallette europee: la femmina può raggiungere una lunghezza di 65–70 mm, il maschio non supera in genere i 55 mm. Un ulteriore dimorfismo è la presenza di otto tratti addominali per i maschi e sette tratti addominali per le femmine.
La livrea degli adulti è generalmente grigia o marrone e presenta talora dorsalmente una cresta arancione. Le antenne sono relativamente brevi e robuste. Le tibie delle zampe posteriori sono di colore blu con due file di spine di colore bianco con punte nere; i femori di colore arancione, sul femore posteriore sono presenti caratteristiche tacche nere (due dorsali ed una ventrale più lunga).

## Biologia
È una specie solitaria e non arreca danno alle colture.

### Alimentazione
Ha una dieta essenzialmente folivora.

### Riproduzione
La deposizione delle uova avviene in primavera; le neanidi compaiono in aprile.

## Distribuzione e habitat
Specie comune nei paesi del bacino del Mediterraneo (Europa meridionale, Nord Africa e Medio Oriente).

In Italia è presente in tutta la penisola e nelle isole maggiori.
Popola ambienti caldi e luminosi di macchia mediterranea, dal livello del mare sino ai 1500 m di altitudine; è presente anche nelle aree coltivate.